# Gonepteryx maxima
Gonepteryx maxima är en fjärilsart som beskrevs av Butler 1885. Gonepteryx maxima ingår i släktet Gonepteryx och familjen vitfjärilar. Inga underarter finns listade i Catalogue of Life.